# Dragoș Grigore
Dragoș Grigore (Vaslui, 7 de setembro de 1986) é um futebolista profissional romeno que atua como defensor, atualmente defende o Al-Sailiya SC.

## Carreira
Dragoș Grigore fez parte do elenco da Seleção Romena de Futebol da Eurocopa de 2016.